# سمی هنسون
سمی هنسون (انگلیسی: Sammie Henson؛ زادهٔ ۱ ژانویه ۱۹۷۱) کشتی‌گیر بازنشسته و مربی کشتی اهل ایالات متحده آمریکا است. هنسون برندهٔ مدال نقرهٔ بازی‌های المپیک ۲۰۰۰ سیدنی و برندهٔ یک مدال طلا (۱۹۹۸) و یک مدال برنز (۲۰۰۶) از مسابقات قهرمانی کشتی جهان است.